# Momique
Momique (em armênio: Մոմիկ; romaniz.: Momik; morreu em 1333) foi um arquiteto, escultor e mestre de manuscritos iluminados armênios. Como escultor, também é conhecido por sua escultura de cachecares, encontrados principalmente no complexo do Novo Mosteiro. Ocupou uma posição eminente na escola de Glazor de manuscritos iluminados em Siunique, estabelecida em Vaiose Zor sob o patrocínio do historiador da família Orbeliano, Estêvão Orbeliano. Dos manuscritos de autoria de Momique, só alguns sobreviveram: um é encontrado no repositório da Ordem Mequitarista em Viena e três outros são encontrados no Matenadaran (Instituto Mastósio de Manuscritos Antigos) em Erevã, Armênia.